# Christopher Blake
Christopher Blake (født 1949 i Christchurch, New Zealand) er en new zealandsk komponist, og teknikker.
Blake blev først uddannet som lydteknikker på University of Cantaburry, og senere som komponist på universtiy of Cantaburry School of Music.
Han hører til de ledende komponister i nutiden fra New Zealand. Han har komponeret en symfoni"The Island", orkesterværker, kammermusik, violinkoncert, en opera etc.

## Udvalgte værker
- Symfoni - "Øen" (1992-1995) - for orkester
- "Bitter stilhed" (19?) - opera
- Violinkoncert (19?) - for violin og orkester